# Acianthera nemorosa
Acianthera nemorosa là một loài thực vật có hoa trong họ Lan. Loài này được (Barb.Rodr.) F.Barros mô tả khoa học đầu tiên năm 2003.

## Hình ảnh

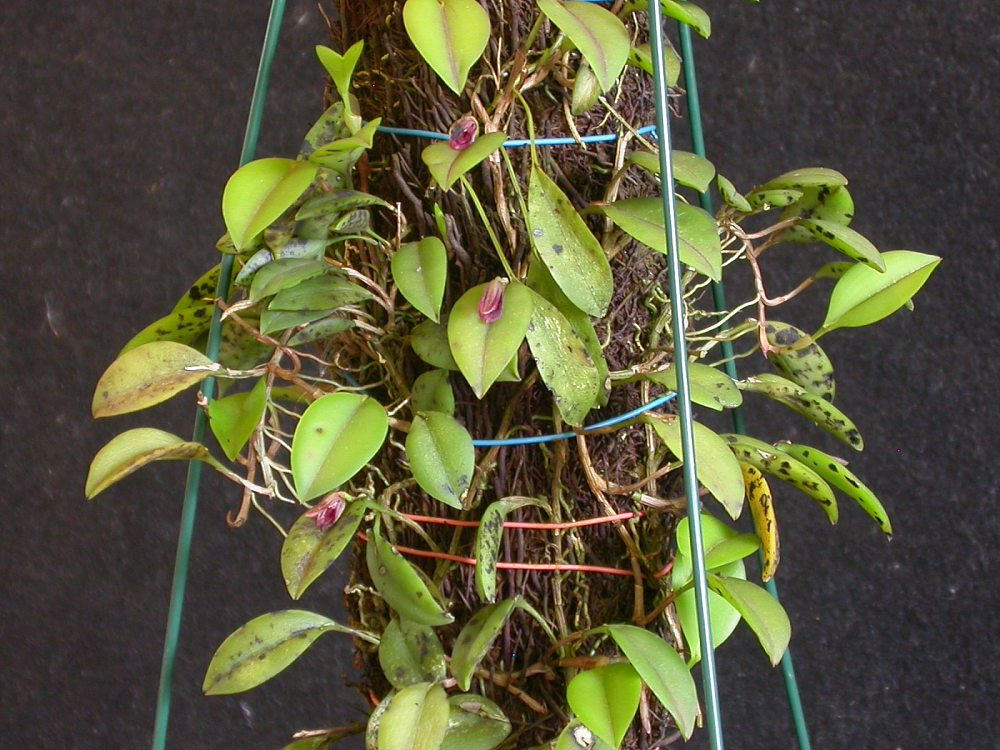
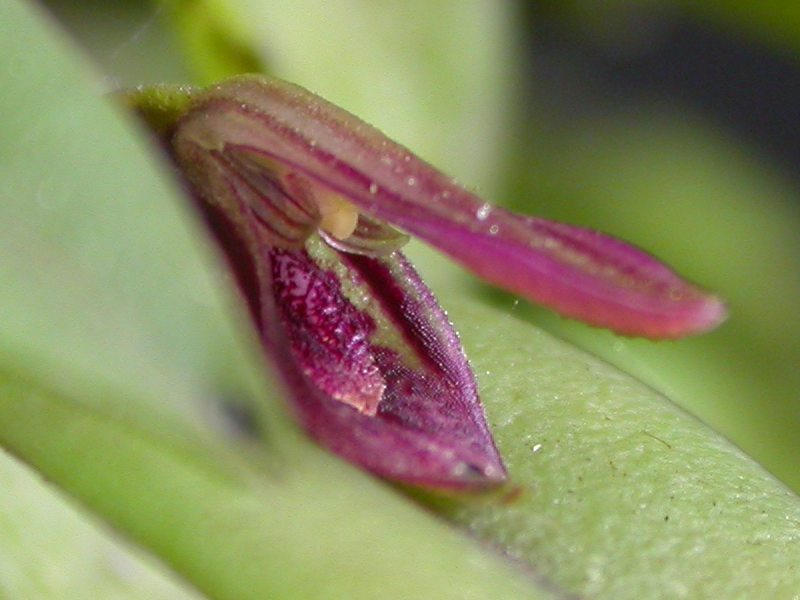
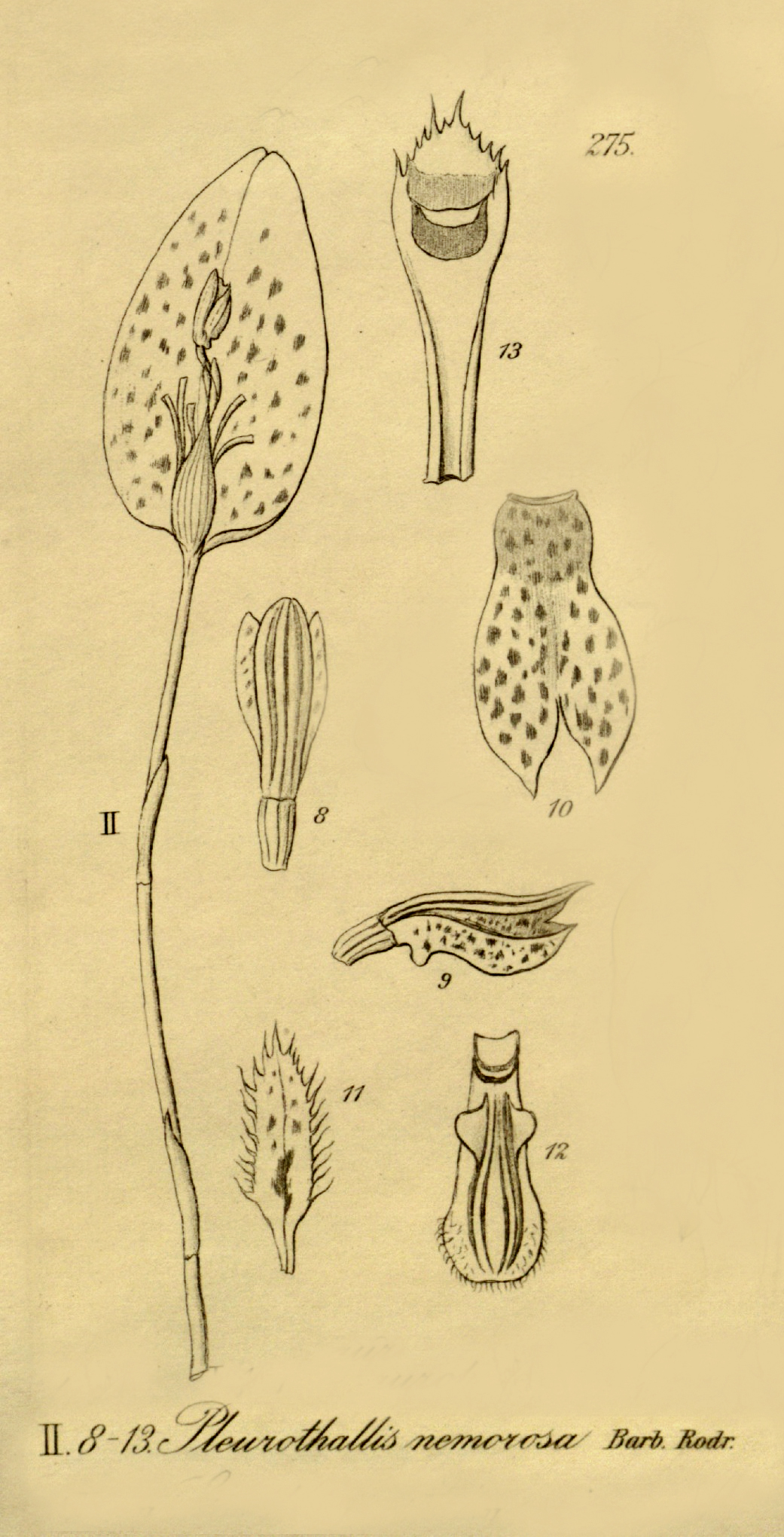
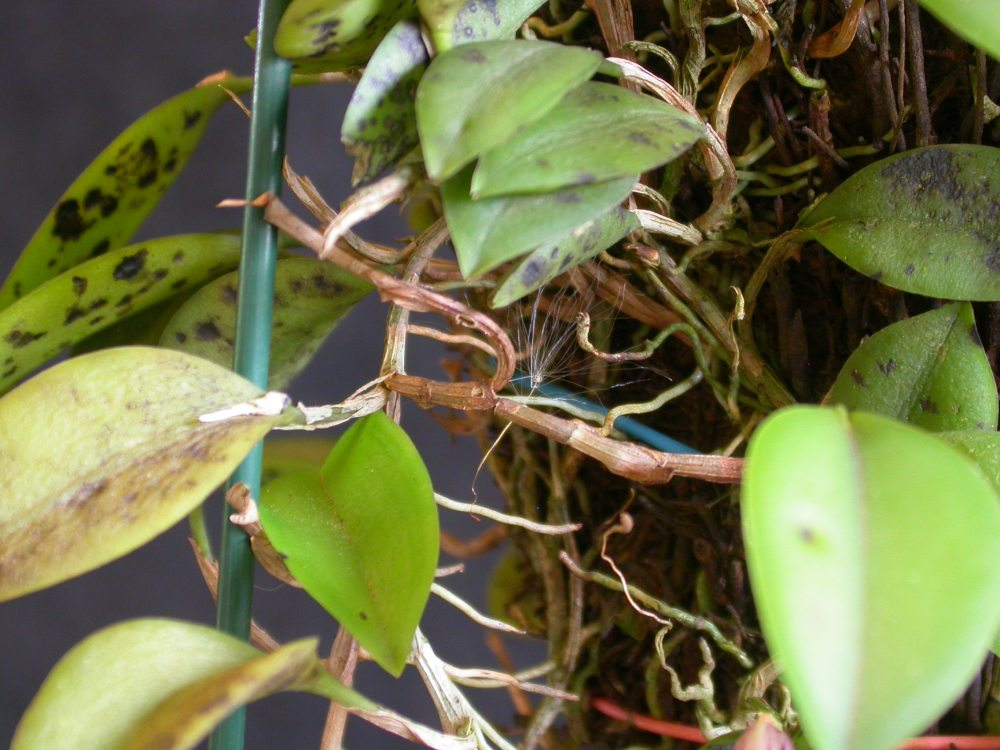